# Ophidiasteridae
Ophidiasteridae, del griego clasico ὄφις (óphis), "serpiente", y ἀστήρ (astḗr), "estrella", es una familia de estrellas de mar que comprende unos 30 géneros. Habitan tanto en el océano Indo-Pacífico como en el Atlántico, los ofidiasteridos tienen la mayor diversidad en el Indo-Pacífico. Muchos de los géneros de esta familia exhiben colores y patrones brillantes, que a veces se pueden atribuir al aposematismo y la cripsis para protegerse de los depredadores. Algunos ofidiasteridos poseen notables poderes de regeneración, lo que les permite reproducirse asexualmente o sobrevivir a pesar del daño que les pueden infringir losdepredadores o las fuerzas de la naturaleza (un ejemplo de esto es el género Linckia). Algunas especies pertenecientes a Linckia, Ophidiaster  y Phataria  arrojan brazos únicos que regeneran el disco y los rayos restantes para formar un individuo completo. Algunos de estos también se reproducen asexualmente por partenogénesis.
El nombre de la familia está tomado del género Ophidiaster, cuyos miembros son delgados, semitubulares y serpentinos.

## Clasificación
Estos géneros están aceptados en el Registro Mundial de Especies Marinas:
- Andora A.M. Clark, 1967 -- 4 especies
- Bunaster Döderlein, 1896 -- 4 especies
- Certonardoa H.L. Clark, 1921 -- 1 especies
- Cistina Gray, 1840 -- 1 especies
- Copidaster A.H. Clark, 1948 -- 3 especies
- Dactylosaster Gray, 1840 -- 1 especies
- Devania Marsh, 1974 -- 1 especies
- Dissogenes Fisher, 1913 -- 2 especies
- Drachmaster Downey, 1970 -- 1 especies
- Gomophia Gray, 1840 -- 4 especies
- Hacelia Gray, 1840 -- 5 especies
- Heteronardoa Hayashi, 1973 -- 2 especies
- Leiaster Peters, 1852 -- 5 especies
- Linckia Nardo, 1834 -- 9 especies
- Narcissia Gray, 1840 -- 4 especies
- Nardoa Gray, 1840 -- 9 especies
- Oneria Rowe, 1981 -- 1 especies
- Ophidiaster L. Agassiz, 1836 -- 24 especies
- Pharia Gray, 1840 -- 1 especies
- Phataria Gray, 1840 -- 2 especies
- Plenardoa H.L. Clark, 1921 -- 1 especies
- Pseudophidiaster H.L. Clark, 1916 -- 1 especies
- Tamaria Gray, 1840 -- 18 especies

Géneros extintos
- †Chariaster
- †Sladenia

## Galería de imágenes

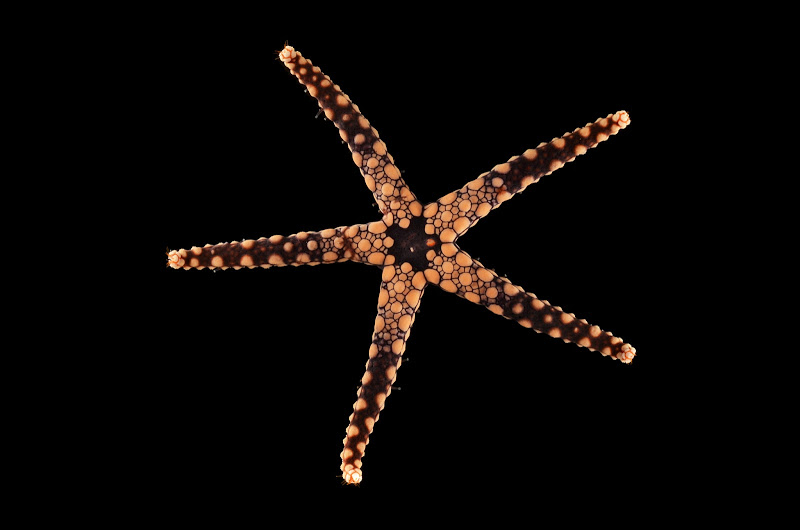
celerina heffernani.
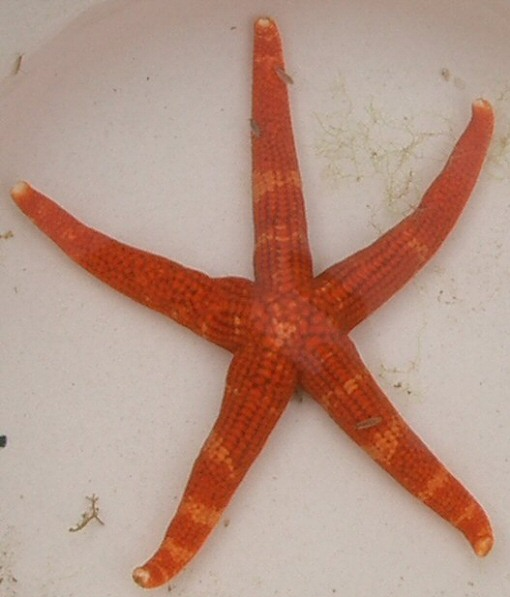
Certonardoa semirregularis.
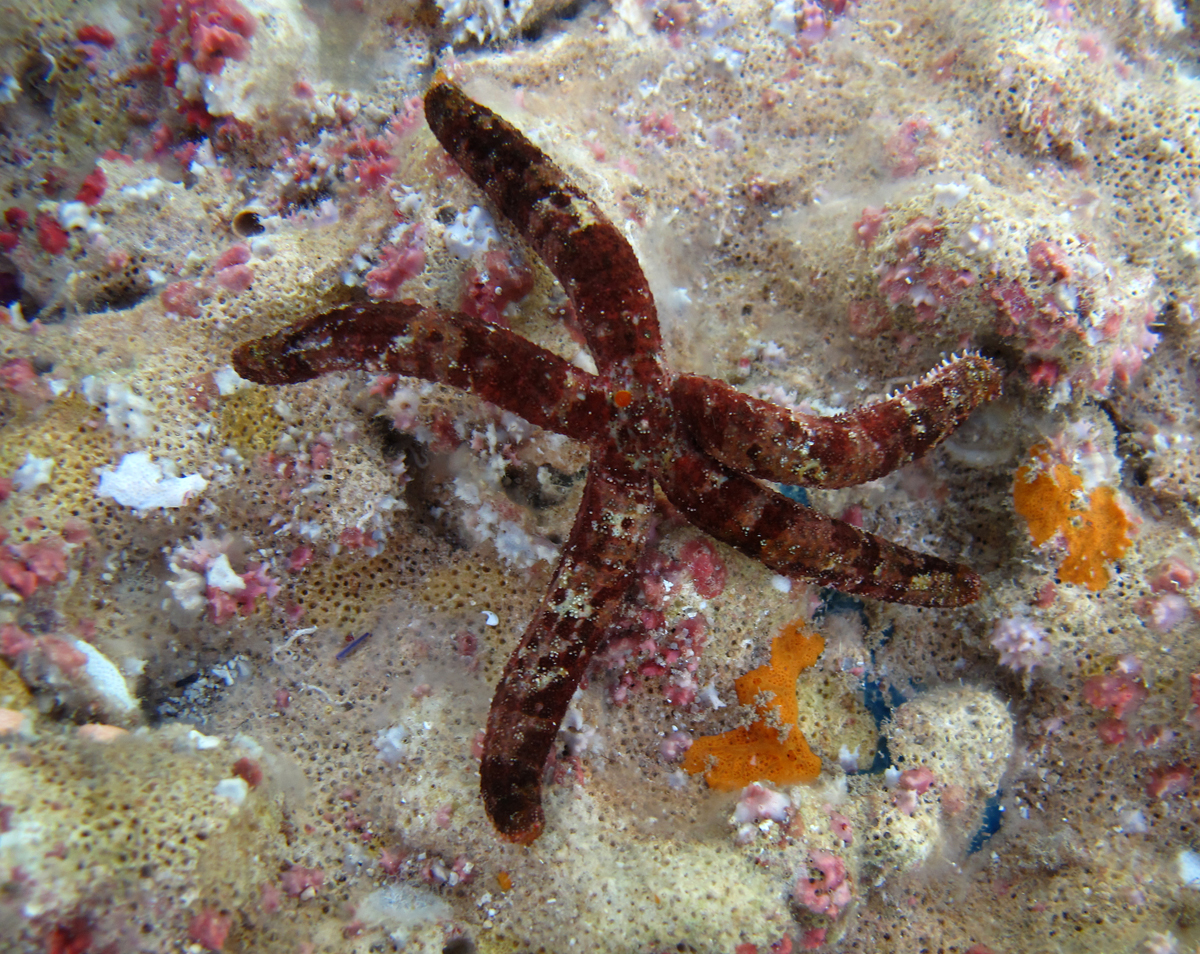
Dactylosaster cylindricus.
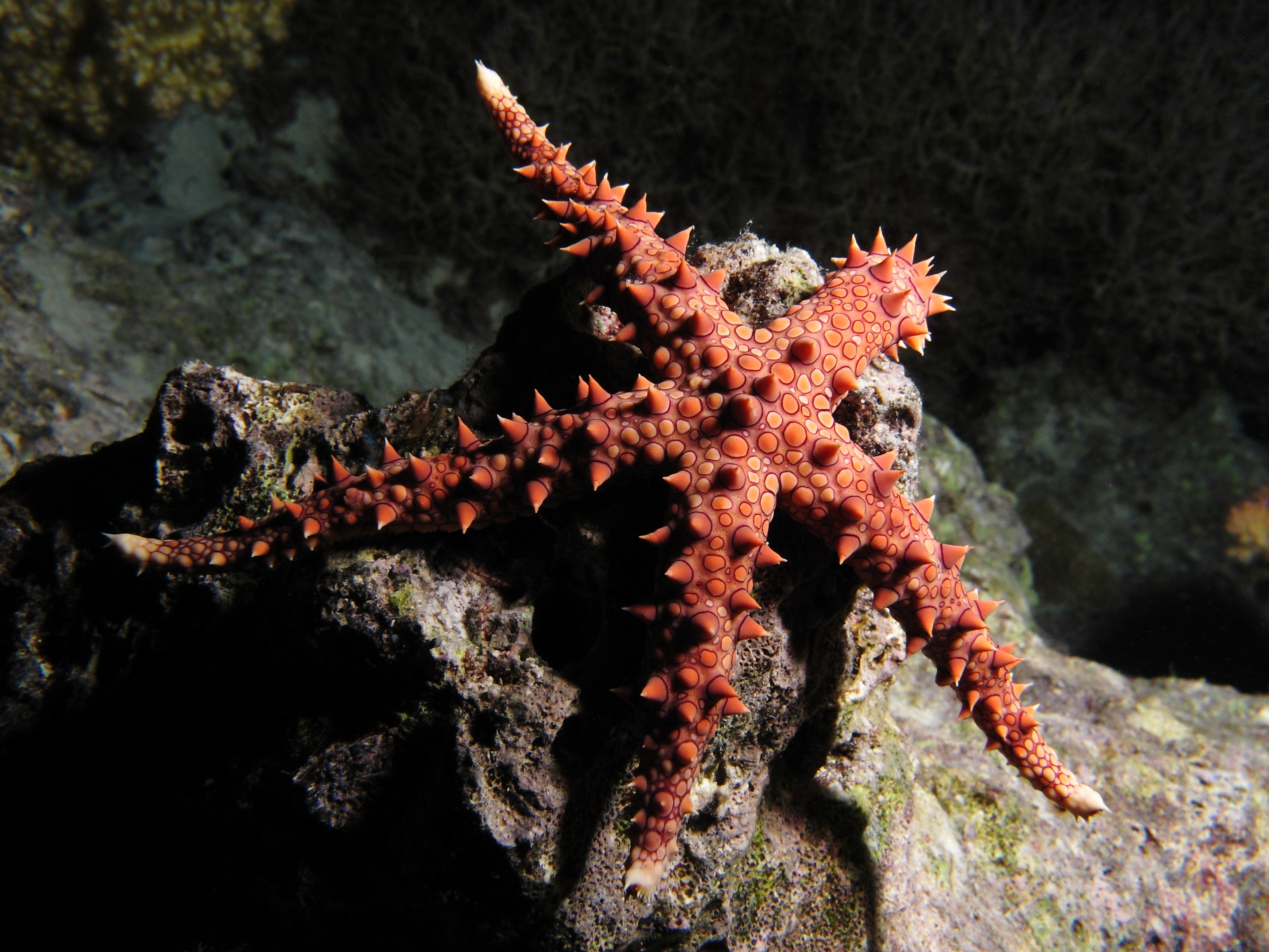
Gomophia egyptiaca.
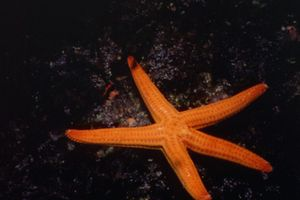
Hacelia atenuada.
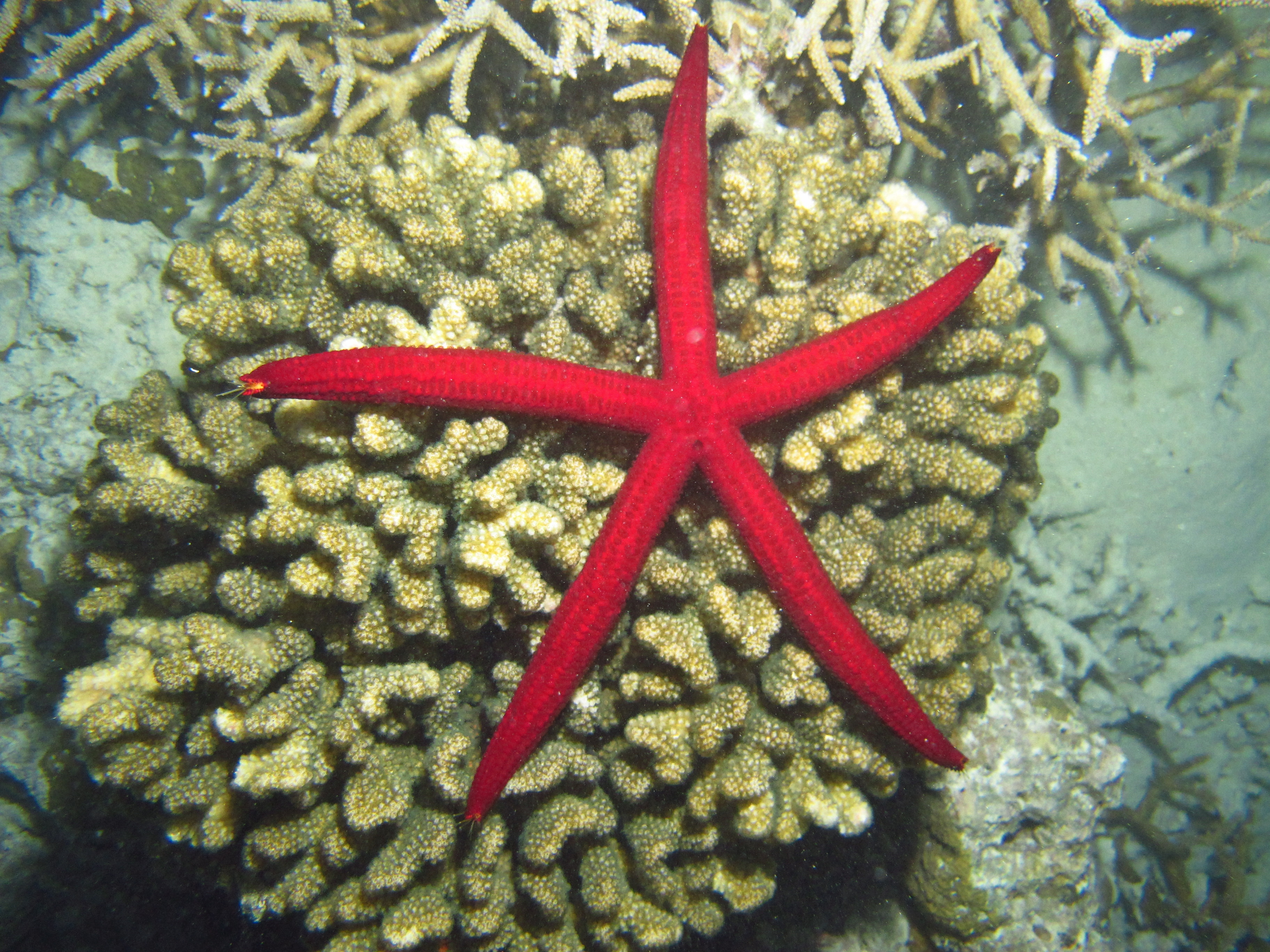
Leiaster speciosus.
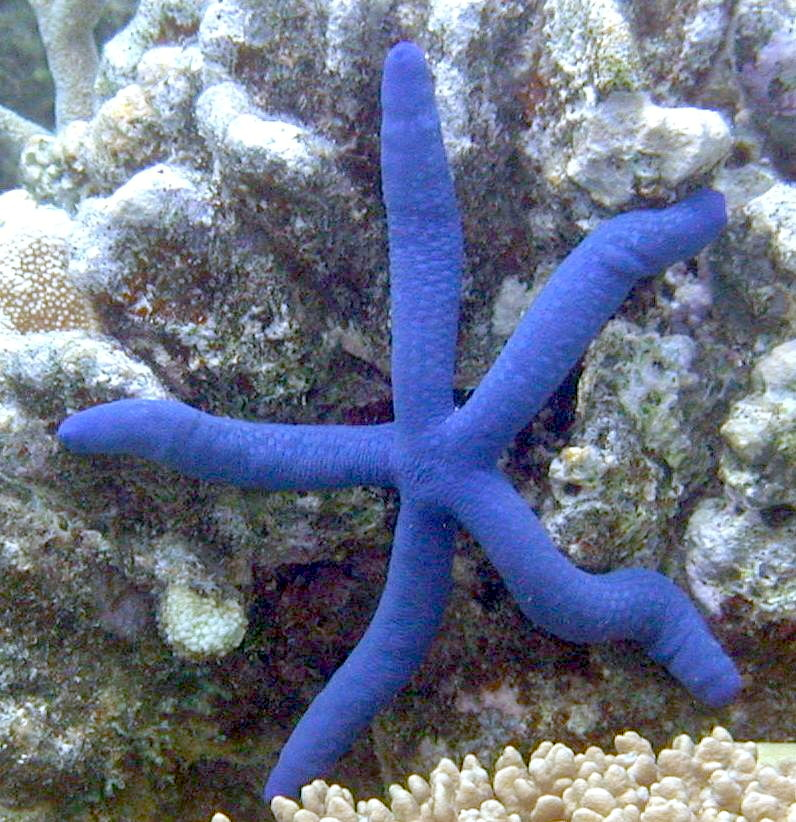
Linckia laevigata.
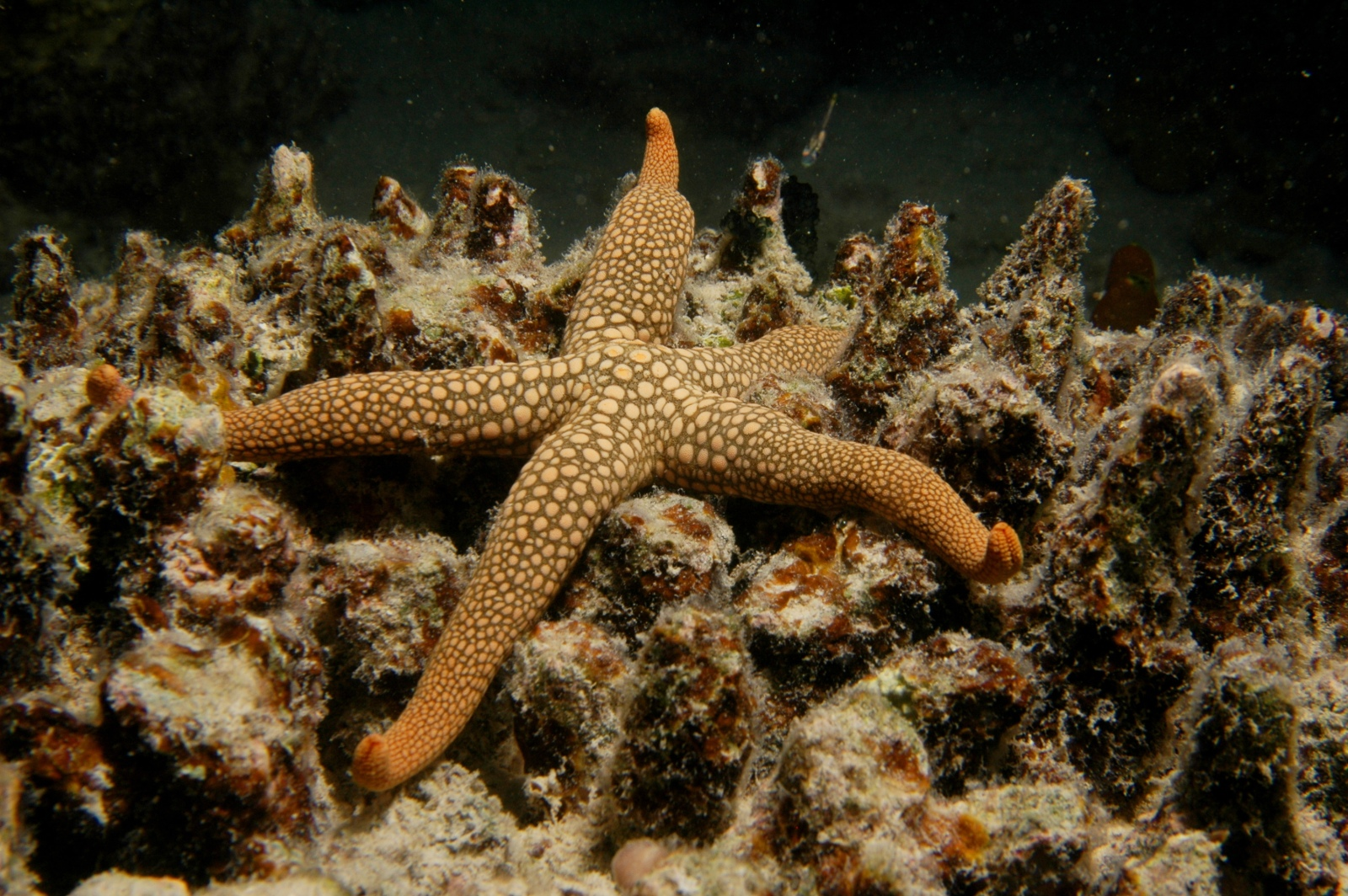
Nardoa novaecaledoniae.
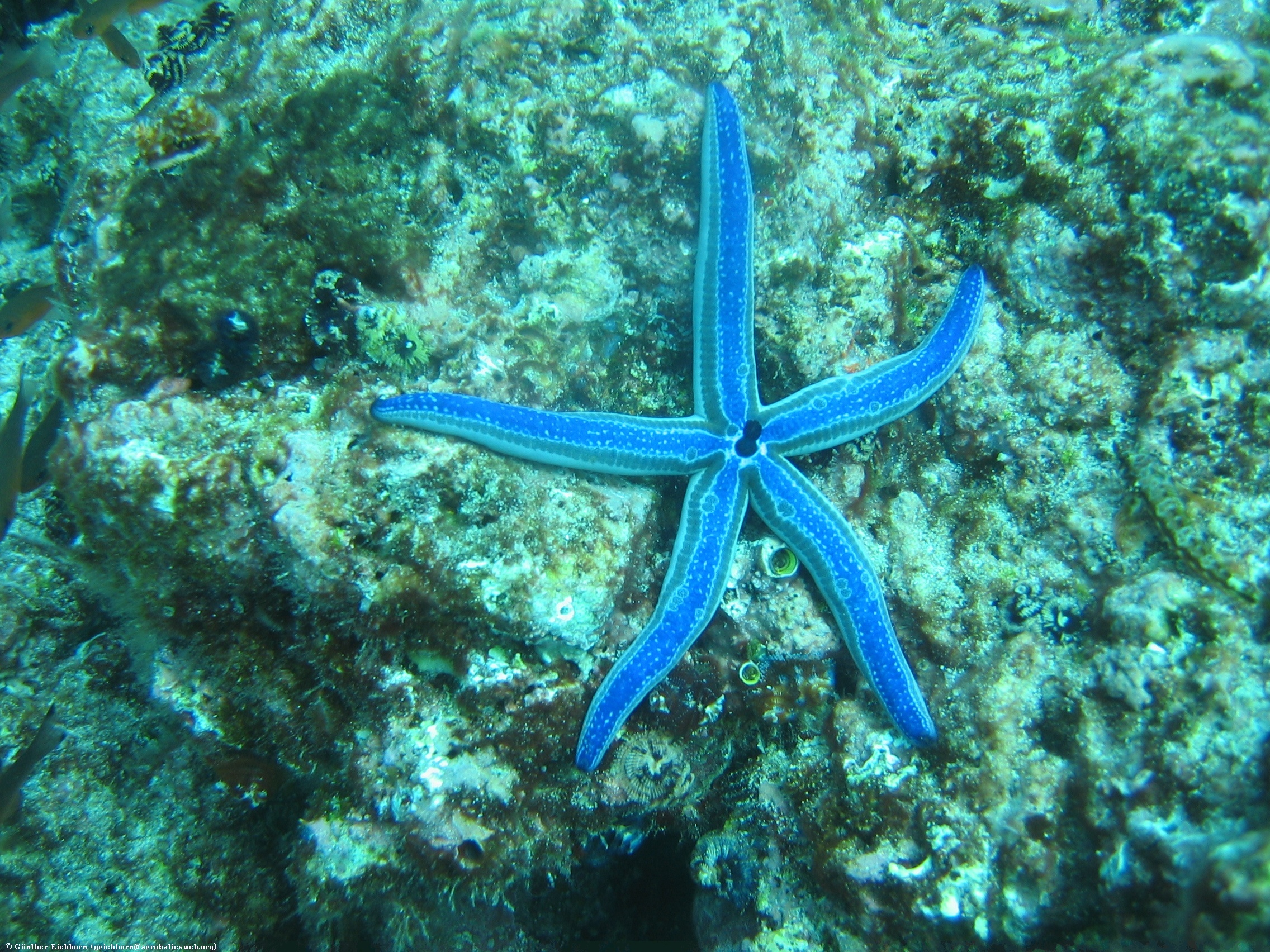
Phataria unifascialis.
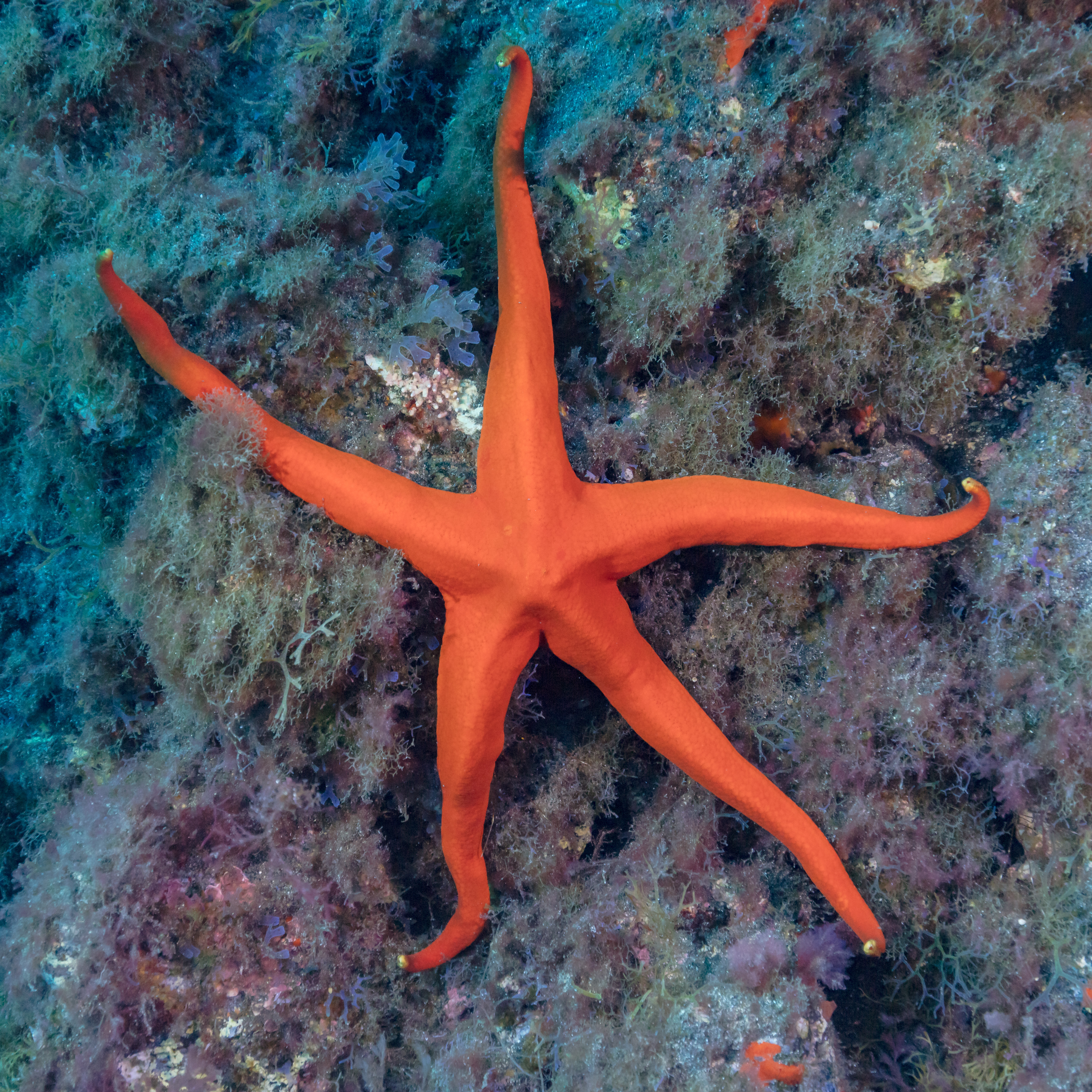
Narcissia canariensis.